# SK Louise-Marie
SK Louise-Marie was een Belgische voetbalclub uit Louise-Marie (plaats) nabij Ronse. De club sloot in 1945 aan bij de KBVB met stamnummer 4191.
In 1973 fuseerde SK Louise-Marie met FC Schorisse en vormde SV Vlaamse Ardennen onder het stamnummer van Schorisse.

## Geschiedenis
SK Louise-Marie werd in augustus 1944 opgericht en sloot in januari 1945 aan bij de KBVB.
Men koos voor wit en blauw als clubkleuren.
De club ging van start in Derde Provinciale, wat in die tijd de laagste reeks was, in 1945-1946.
SK Louise-Marie zou 24 seizoenen na elkaar op het derde provinciale niveau aantreden, ook toen eind jaren zestig in Oost-Vlaanderen een vierde afdeling werd toegevoegd, wist men daar nog een seizoen te blijven. 
De club werd nooit kampioen in Derde Provinciale, maar eindigde wel drie maal als tweede; in 1953, 1954 en 1964.
In 1970 degradeerde SK Louise-Marie naar Vierde Provinciale, de club zou daar nog drie seizoenen aantreden, de eerste twee eindigde men bovenin, maar in het laatste seizoen werd het een ontgoochelende vijftiende plaats.
Men besloot te fuseren met buur FC Schorisse, het eigen stamnummer werd ingediend en men ging als SV Vlaamse Ardennen verder onder het stamnummer van Schorisse. Gezien beide clubs in dezelfde kleuren speelden, werden die behouden.